# Moop Mama
Moop Mama est un groupe allemand de hip-hop, originaire de Munich, en Bavière. Ils décrivent leur style musical comme du brass urbain, mêlant hip-hop et musique des fanfares traditionnelles. Le groupe a joué dans des festivals, pour la télévision et le cinéma, et lors d'événements politiques, en mettant l'accent sur les concerts spontanés dans l'espace public. Depuis 2011, le groupe enregistre des albums, des singles et des clips.

## Histoire
Moop Mama se forme en 2009 à l'initiative du saxophoniste Marcus Kesselbauer, en tant que groupe de sept cuivres, deux percussionnistes et un rappeur. Kesselbauer est également le compositeur et l'arrangeur du groupe. Leur première « répétition publique » a lieu à l'Englischer Garten de Munich en 2009. Ils se font connaître par de nombreux concerts courts et inopinés dans l'espace public (Guerilla-Konzerte), tels que les zones piétonnes et les parcs, en utilisant un mégaphone pour amplifier la voix du rappeur. Ces concerts sont parfois considérés comme des bruits indésirables (Ruhestörung), ce qui entraîne des conflits avec la police.
Le groupe apparait à la télévision, notamment dans Inas Nacht et ttt - titel, thesen, temperamente en 2011, et Checker Can en 2012. Ils se produisent régulièrement pour le Vereinsheim Schwabing local de la Bayerischer Rundfunk (BR). Pour le film Vatertage - Opa über Nacht, ils fournissent une partie de la bande-son du film et apparaissent en tant qu'acteurs
.
Le groupe se produit dans des festivals tels que, en 2012, le Festival Fusion à Lärz, le Splash! à Ferropolis de Gräfenhainichen, l'Open Air Gampel en Suisse, le Taubertal-Festival à Rothenburg ob der Tauber, le Burg Herzberg Festival à Breitenbach am Herzberg, le TFF Rudolstadt, le Zelt-Musik-Festival à Fribourg, et l'Elbjazz à Hambourg. Ils jouent également dans le programme de la finale de la Ligue des champions 2012 à Munich, et en première partie de Jan Delay au Tollwood Festival. Ils se produisent en 2016 au Highfield à Großpösna, au Mini-Rock-Festival à Horb la même année, et en 2019, au Southside à Neuhausen ob Eck.
En septembre 2012, le groupe joue à l'invitation de l'Institut Goethe à Thessalonique et Athènes. En septembre 2018, le groupe donne un concert spontané dans la forêt de Hambach pour protester contre son déboisement par RWE. Le 21 juin 2019, ils jouent dans le cadre d'une grande manifestation des Vendredis de l'avenir au Tivoli d'Aix-la-Chapelle devant plusieurs milliers de personnes. Le groupe donne un concert pour son 10e anniversaire au Tollwood de la Musik-Arena de Munich le 18 juillet 2019. 

## Discographie

### Albums studio
- 2011 : Deine Mutter (Millaphon Records)
- 2013 : Das rote Album (Millaphon Records[15]) (58e en Allemagne[16]
- 2016 : M.O.O.P. Topia (Mutterkomplex) (23e en Allemagne[16], 87e en Suisse[17])
- 2017 : Live, Vol. 1 (Mutterkomplex)
- 2018 : Ich (Mutterkomplex Urban Media) (58e en Allemagne[16])
- 2020 : Live Vol.2 (Mutterkomplex Urban Media)
- 2024 : Wieder Laut (Mutterkomplex Urban Media)

### Singles
- 2011 : König der Stadtmitte (Millaphon Records)
- 2012 : Liebe (Millaphon Records)
- 2013 : Party der Versager (Millaphon Records)
- 2014 : Stadt die immer schläft (Millaphon Records)
- 2016 : Meermenschen (Mutterkomplex)
- 2016 : Lösch das Internet (Mutterkomplex)
- 2016 : Die Erfindung des Rades (Mutterkomplex)
- 2017 : Komplize (Live 2016) (Mutterkomplex)
- 2018 : Molotow (Mutterkomplex)
- 2018 : Nüchtern (Mutterkomplex)
- 2018 : Kapuze (Mutterkomplex)

### Clips
- 2012 : Liebe[18]
- 2013 : Party der Versager[19]
- 2014 : Stadt die immer schläft[20]
- 2016 : Meermenschen
- 2016 : Lösch das Internet
- 2016 : Die Erfindung des Rades[21]
- 2016 : Alle Kinder (feat. Jan Delay)[22]
- 2017 : Komplize (Live)
- 2017 : 25/8 (Live)
- 2018 : Molotow[23]
- 2018 : Nüchtern[24]
- 2018 : Kapuze[25]
- 2022 : Aus Dem Fenster
- 2024 : Alles Am Weg (feat. Älice)
- 2024 : Bildet Banden (feat. Älice)
- 2024 : Bin Da (feat. Älice)
- 2024 : Nie Wieder (feat. Älice)
- 2024 : In Weiß (feat. Älice)